# Bruinkopboomhop
De bruinkopboomhop (Phoeniculus castaneiceps) is een vogel uit de familie boomhoppen (Phoeniculidae).

## Verspreiding en leefgebied
Deze soort komt voor in westelijk en centraal Afrika en telt twee ondersoorten:
- P. c. castaneiceps: van Liberia tot Nigeria.
- P. c. brunneiceps: van Kameroen tot Congo-Kinshasa en Oeganda.